# Hoplitis farabensis
Hoplitis farabensis är en biart som först beskrevs av Popov 1962.  Hoplitis farabensis ingår i släktet gnagbin, och familjen buksamlarbin. Inga underarter finns listade i Catalogue of Life.